# Condado de Stalowa Wola
Condado de Stalowa Wola (polaco: powiat stalowowolski) é um powiat (condado) da Polónia, na voivodia de Subcarpácia. A sede do condado é a cidade de Stalowa Wola. Estende-se por uma área de 832,92 km², com 109 480 habitantes, segundo os censos de 2005, com uma densidade 131,44 hab/km².

## Demografia
População (dados de 30 de Junho de 2005):
|          | Total   | Total | Mulheres | Mulheres | Homens  | Homens |
| -------- | ------- | ----- | -------- | -------- | ------- | ------ |
|          | pessoas | %     | pessoas  | %        | pessoas | %      |
| Total    | 109 480 | 100   | 55 975   | 51,1     | 53 505  | 48,9   |
| Cidades  | 66 219  | 100   | 34 211   | 51,7     | 32 008  | 48,3   |
| Povoados | 43 261  | 100   | 21 764   | 50,3     | 21 497  | 49,7   |